# کورنوال آن هادسن (نیویورک)
کورنوال آن هادسن (به انگلیسی: Cornwall-on-Hudson) یک منطقهٔ مسکونی در ایالات متحده آمریکا است که در شهرستان اورنج، نیویورک واقع شده‌است. کورنوال آن هادسن ۵٫۴۲ کیلومتر مربع مساحت و ۳٬۰۱۸ نفر جمعیت دارد.